# Rainbow Bay
Rainbow Bay är en vik i Australien. Den ligger i delstaten Queensland, omkring 93 kilometer sydost om delstatshuvudstaden Brisbane.
Trakten runt Rainbow Bay består huvudsakligen av våtmarker. Runt Rainbow Bay är det tätbefolkat, med 286 invånare per kvadratkilometer. Genomsnittlig årsnederbörd är 1 876 millimeter. Den regnigaste månaden är januari, med i genomsnitt 327 mm nederbörd, och den torraste är oktober, med 40 mm nederbörd.